# Herrenhaus Lembach
Koordinaten: 51° 2′ 36″ N, 9° 20′ 44″ O
Das Herrenhaus Lembach war ein Adelssitz in Lembach, einem Stadtteil von Homberg (Efze) im nordhessischen Schwalm-Eder-Kreis.

## Geographische Lage
Es befand sich am nordwestlichen Ortsrand des Dorfs in einem heute verwilderten Park westlich des dortigen Gutshofs auf 190 m über NHN an der Stelle der zuvor aufgegebenen und verfallenen kleinen Wasserburg Lembach, deren Wassergräben von dem unmittelbar westlich in Süd-Nord-Richtung verlaufenden Lembach gespeist wurden. Zwei kleine Teiche, vermutliche Überbleibsel der Burggräben, sind die heute einzig verbliebenen Reste der Burganlage, die allerdings archäologisch bisher noch nicht nachgewiesen werden konnte.

## Geschichte
Das Herrenhaus wurde von den Herren von Heßberg, die 1604 Lehnsbesitzer des Ritterguts in Lembach geworden waren, erbaut und im Jahre 1606 fertiggestellt. Im Jahre 1737 kamen das Gut und das Herrenhaus durch Kauf an Wilhelm Schutzbar genannt Milchling, danach 1773 an den in Homberg amtierenden landgräflichen Amtsrat Wilhelm Deichmann. Bis 1930 befanden sich Gut, Herrenhaus und der größte Teil der Gemarkung Lembach im Besitz des Familienfideikommisses der Familie Deichmann. Dann wurde der Fideikommiss aufgelöst und das Land an örtliche Landwirte verkauft. Das Herrenhaus wurde bis zu seinem Abriss 1966 von den Familien Deichmann und von Gimborn genutzt. Der Abriss erfolgte, weil die Hauptstraße verbreitert werden sollte (bis heute ist dies nicht geschehen). Die beiden Bäume, die rechts und links neben dem Eingang des Herrenhauses standen, stehen noch immer.